# جيب سباتي
الجيب السباتي (باللاتينية: Sinus caroticus) هو الجزء المتوسع من الشريان السباتي الأصلي والذي يقع قبل أنقسام الشريان الأصلي إلى فرعيه الرئيسين الشريان السباتي الظاهر والشريان السباتي الغائر. يحوي الجيب السباتي على مستقبلات الضغط (بالإنجليزية: Baroreceptor)‏ وعلى الكبة السباتية (باللاتينية: Glomus caroticus) والتي تحوي مجسات الضغط الجزئي للأكسجين.

## وظائف الجيب السباتي
يحوي جدار الشريان سباتي وبالذات في القسم المسمى الجيب السباتي على خلايا عصبية متخصصة لقياس ضغط الدم وأخرى متخصصة بقياس الضغط الجزئي للأكسجين في الدم.

### مستقبلات الضغط
تنتشر مستقبلات الضغط في جدار الجيب السباتي لتساهم في تنظيم ضغط الدم في جسم الإنسان، حيث يؤدي الارتفاع المفرط في ضغط الدم إلى تنشيط الجهاز العصبي نظير الودي والذي بدوره يقوم بتثبيط عمل القلب من خلال تقليل معدل نبض القلب ومن خلال توسيع الأوعية الدموية لتنزيل ضغط الدم.

### الكبة السباتية
الكبة السباتية (باللاتينية: Glomus caroticus) هي مجموعة من الخلاية العصبية والتي تحيط بالجيب السباتي، ونهاياتها العصبية تتخلل جدار الجيب السباتي وتحوي على مستقبلات كيميائية تقيس حموضة الدم وتقيس الضغط الجزئي للأكسجين ولثاني أكسيد الكربون في الدم، وبالتالي تساعد مركز التنفس في بصلة الدماغ (باللاتينية: Medulla oblongata) في تنظيم عملية التنفس.